# Paramount Global
Paramount Global (v letech 2019–2022 ViacomCBS) byla americká mediální společnost založená v roce 2019 fúzí společností CBS Corporation a Viacom, které vznikly rozdělením z původního Viacomu v roce 2005. Zanikla v roce 2025 spojením s National Amusements a Skydance Media v Paramount Skydance Corportation.
Společnost sídlila v budově One Astor Plaza na Manhattanu v New Yorku. Společnost provozovala přes 170 televizních sítí a k roku 2020 měla asi 700 milionů odběratelů v přibližně 160 zemích.
Součástí Paramountu Global byla např. filmová společnost Paramount Pictures, televizní síť CBS či vydavatelství Simon & Schuster.